# Wilhelm-Busch-Schule (Hilden)
Die Wilhelm-Busch-Schule ist eine Städtische Gemeinschaftsgrundschule im Hildener Süden. Sie ist eine von 75 Grundschulen im Kreis Mettmann in Nordrhein-Westfalen. Davon sind 57 Gemeinschaftsgrundschulen, 2 evangelische Grundschulen und 16 katholische Grundschulen.
Die Wilhelm-Busch-Schule unterrichtet an zwei Standorten (Richrather Straße 134 und Zur Verlach 42).

## Übersicht
Die Wilhelm-Busch-Schule unterrichtet im Hildener Süden an zwei Standorten:
- Richrather Straße 134. (GPS-Koordinaten NS=51.15764, EW=6.93886) und
- Zur Verlach 42 (GPS-Koordinaten: NS=51.15383, EW=6.94766)

Beide Standorte haben Ganztagsklassen.
Die 290 Schüler gehen in zwölf Klassen. Die Schule ist dreizügig.
Am Hauptstandort „Zur Verlach 42“ stehen in einem Gebäude von 1961 vier Klassenräume und zwei Betreuungsräume zur Verfügung. Dazu kommt ein Mensaraum, das Zimmer für den Rektor und die Sekretärin.
In der „Richrather Straße 134“ gibt es acht Klassenräume, vier Betreuungsräume und zwei Mensaräume. Sie teilen sich auf in den Altbau von 1900, den Erweiterungsbau von 1960, den Anbau von 1990 und den Modulbau von 2020. Bis zum Bau des Modulbaus stand im Schulhof noch ein Pavillon aus Holz. Er wurde 1975 von der ehemaligen Bürgermeisterin Ellen Wiederhold gespendet. Er wurde zuerst als Schulhort und am Ende mit zwei Ausweichklassenzimmern genutzt.
Die Standorte bieten zudem Gruppen mit Offener Ganztagsschule (OGS-Klasse) in den Betreuungsräumen an. Dabei werden die Schüler am Vormittag gemeinsam unterrichtet und dürfen dann je nach Wahl des Betreuungsangebotes unterschiedlich nach Hause gehen. Für detaillierte Informationen siehe die Homepage der Wilhelm-Busch-Schule.

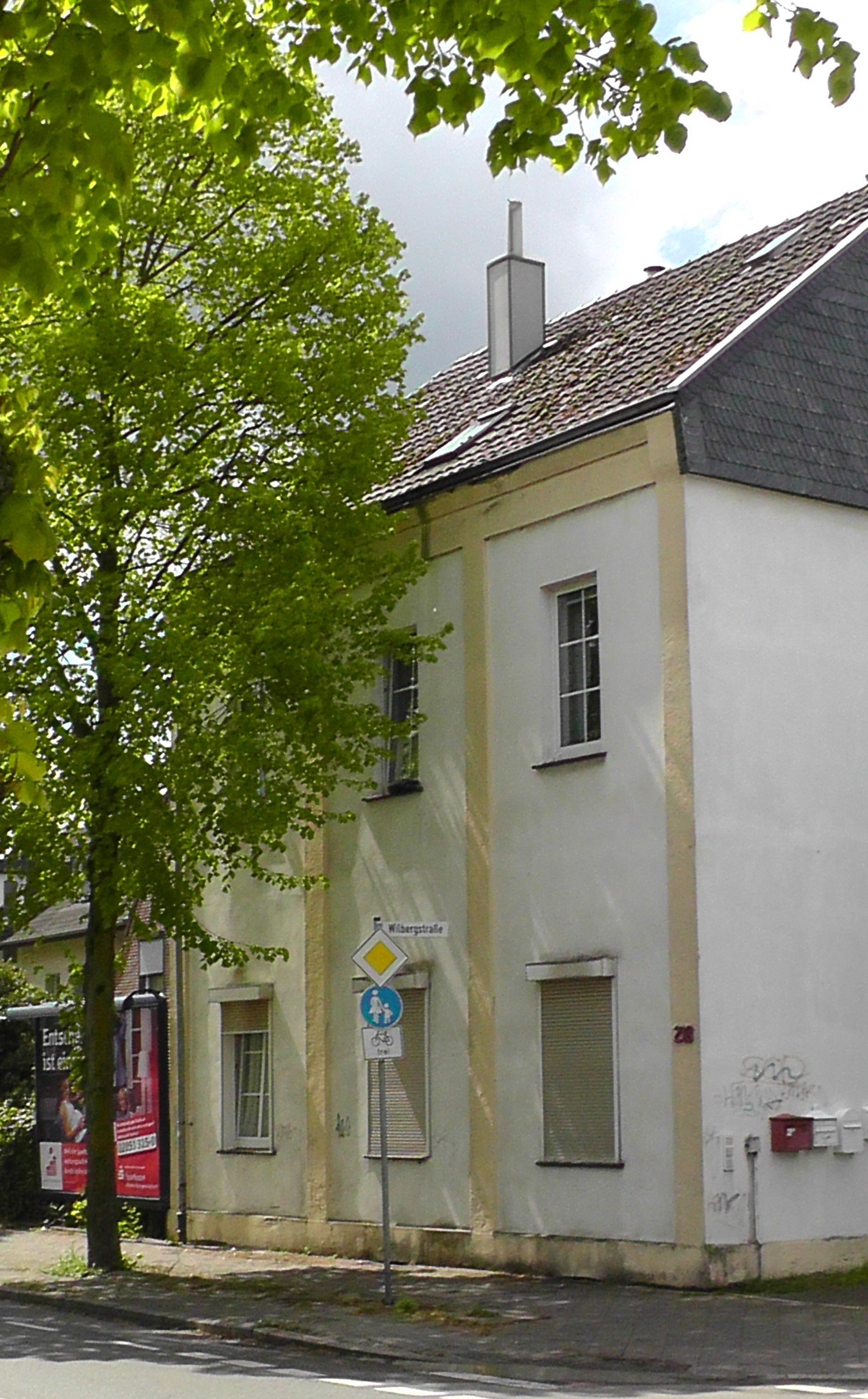
Hilden Richrather 218 (1. Standort ev. Schule)

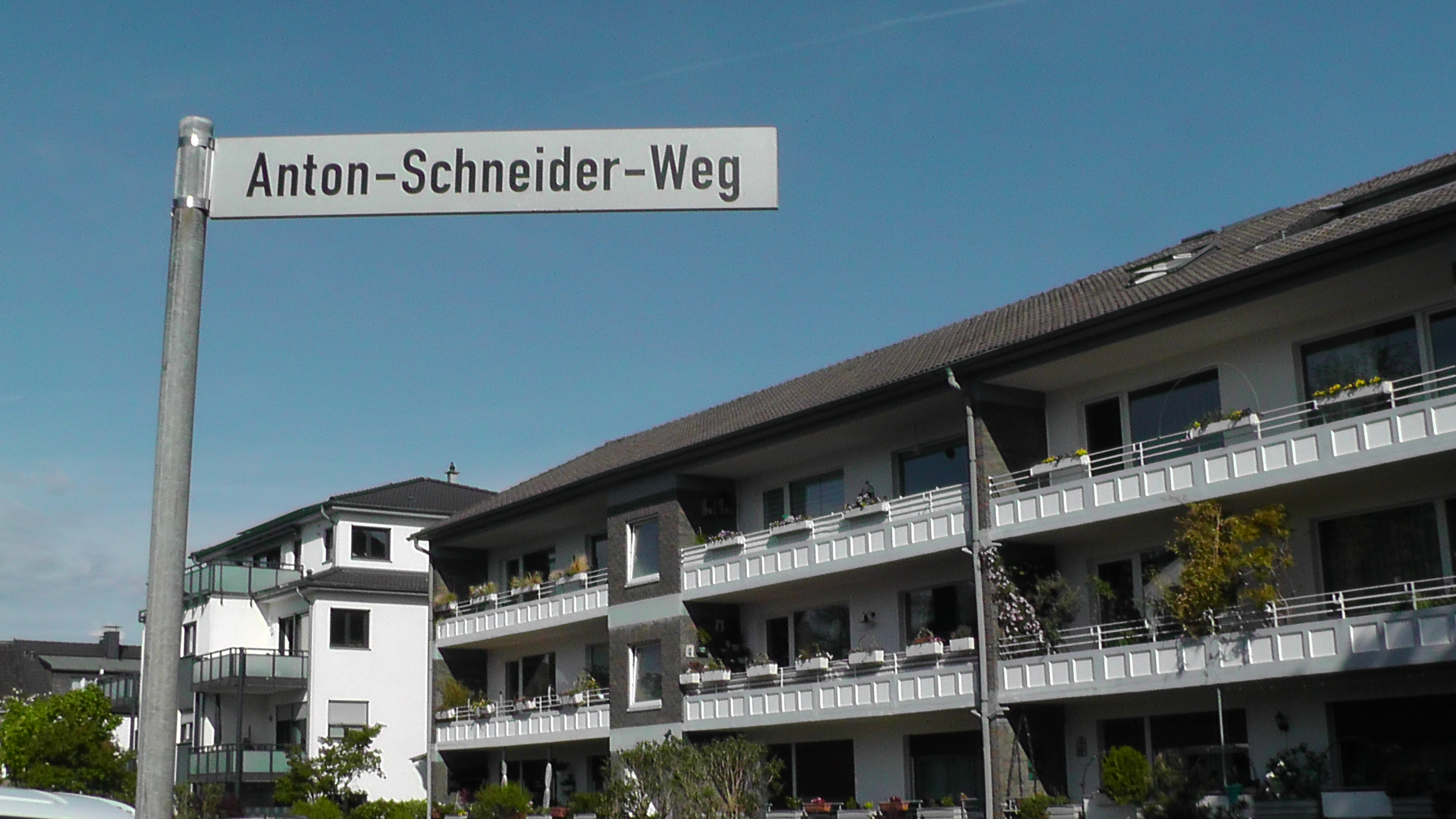
Hilden Anton-Schneider-Weg

## Geschichte

### Richrather Straße 218, 1872 bis 1900
Die erste evangelische Volksschule im Hildener Süden, auf die die Wilhelm-Busch-Schule zurückgeht, wurde am 11. Oktober 1872 damals an der Richrather Straße 218 eingeweiht und eröffnet. (GPS-Koordinaten NS=51.15194, EW=6.94013)
Die neu errichtete Schule hatte die amtliche Bezeichnung Evangelische Volksschule zu Neuenhaus. Die evangelische Volksschule hatte zunächst nur einen Klassenraum für alle Jahrgänge. Die Schülerzahl betrug bei ihrer Eröffnung 71 Kinder (37 Jungen und 34 Mädchen).
Als erster Lehrer wurde Anton Schneider (* 13. März 1847 in Großrechtenbach bei Wetzlar; † 14. Mai 1910 in Hilden) berufen. Weibliche Handarbeiten wurden von Lehrerin, Fräulein Johanne Grabner, mit zwei Stunden pro Woche übernommen.

#### Paritätische Schule
Ende der 1870er Jahre wurde verstärkt die Einrichtung von Simultanschulen (auch paritätische Schulen) angestrebt. In ihnen sollten Schüler unabhängig von ihrer Religionszugehörigkeit unterrichtet werden. 1876/77 genehmigte die Königliche Schulbehörde den Beschluss der Stadtverordnetenversammlung die evangelische und katholische Schulen Neuenhaus (an der Richrather Straße) am 1. Mai 1877 in paritätische Schulen umzuwandeln.
Am 1. Juli 1873 eröffnete als zweite Volksschule im Hildener Süden die Katholische Schule zu Neuenhaus an der Richrather Straße 184.
Von 1. Mai 1877 bis 1. Mai 1891 war die Schule mit der katholischen Schule am Neuenhaus (heute Astrid-Lindgren-Schule, Städtische Katholische Grundschule, Richrather Straße 186) zu einer zweiklassigen, paritätischen Schule vereint.
Nach der konfessionellen Trennung am 1. Mai 1891 wurde die Schule wieder konfessionell evangelisch und einklassig.
Ab 28. November 1898 wurde sie in Evangelische Schule zu Hilden am Richrather Weg umbenannt.

#### Zweite Klasse im Haus Tillmann
Um eine zweite Klasse einrichten zu können, wurde ab 1. August 1899 in der Gaststätte „Haus Tillmann“ an der Richrather Straße 156 ein Raum gemietet. Der Klassenlehrer der zweiten Klasse war Gustav Grünewald aus Viersen. Die Schule besuchten 131 Kinder.

### Richrather Straße 134 1900 bis 1939

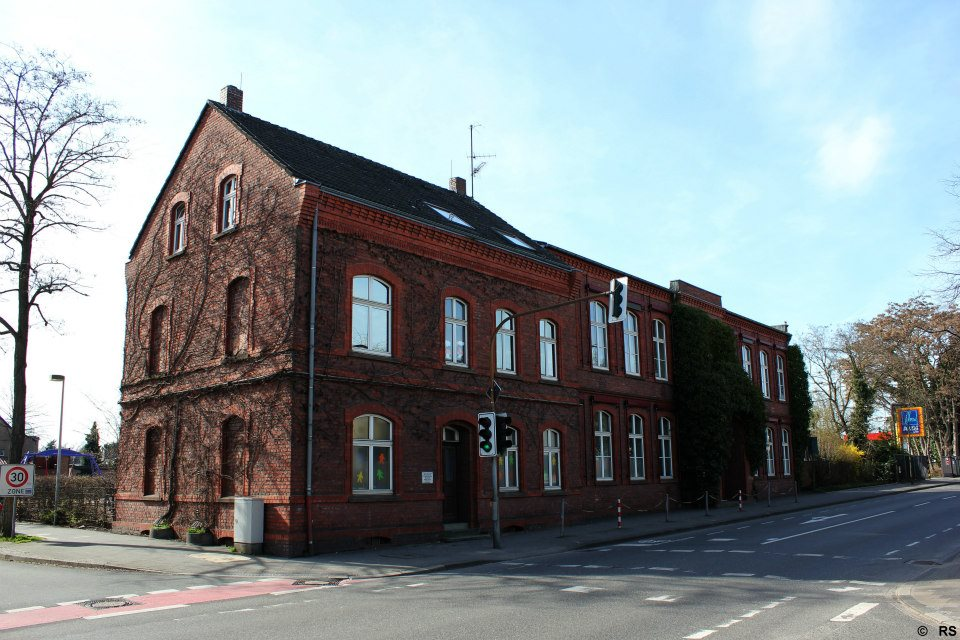
Hilden Richrather 134, Wilhelm-Busch-Schule (1900)

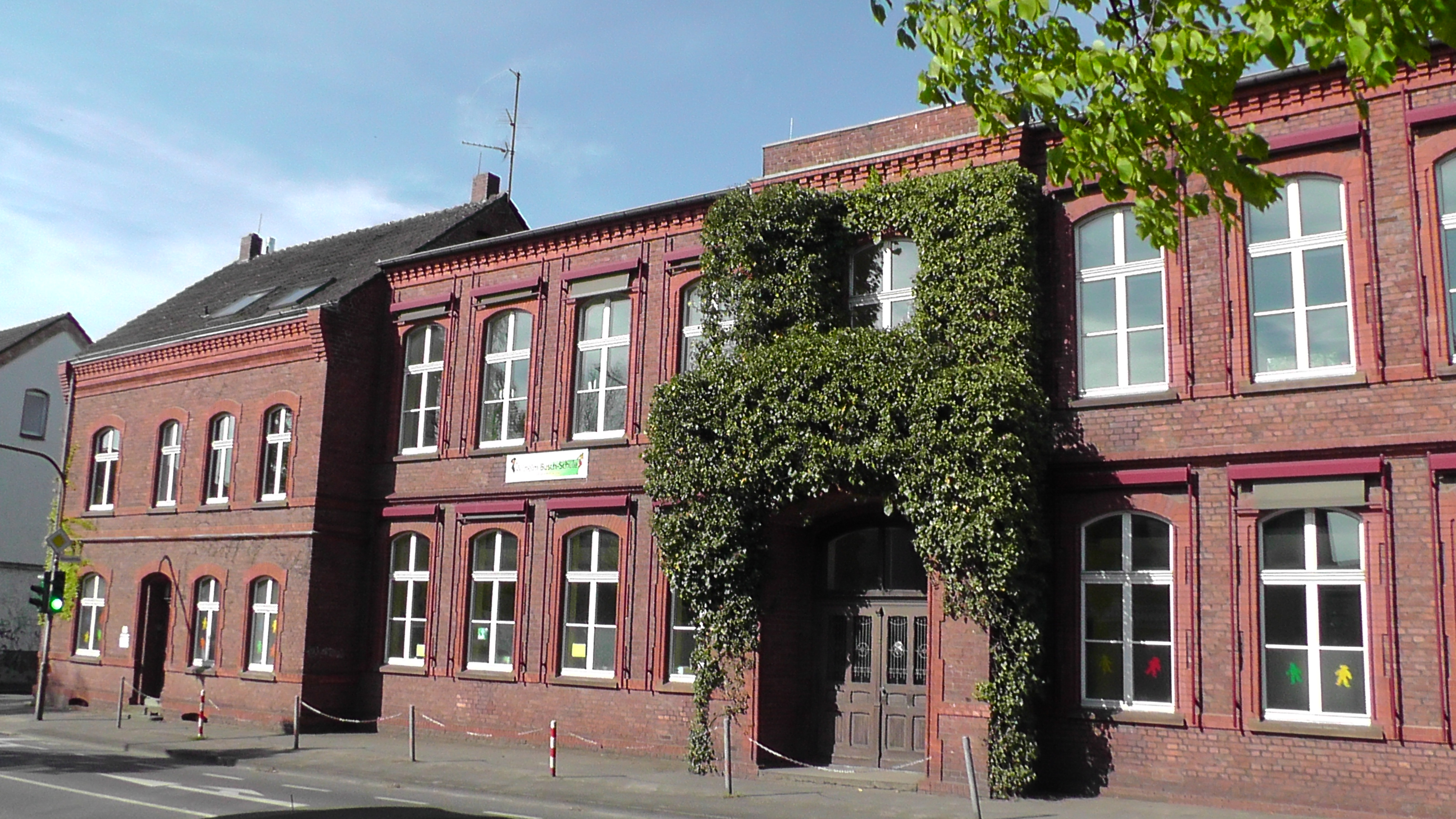
Hilden Richrather 134, Wilhelm-Busch-Schule-Straßenseite

Die Ausschreibung des Neubaus erfolgte am 10. August 1899 durch den ersten Beigeordneten Fritz Gressard.
Das neue Schulhaus, der Backsteinbau der zweiklassigen evangelischen Schule an der Richrather Straße 134, wurde am 8. Oktober 1900 bezogen.

#### Einrichtung der dritten Klasse
Mit Beginn des Schuljahres erfolgte am 1. April 1908 die Einrichtung der dritten Klasse in zwei Räumen. Wilhelm Rohm, der Klassenlehrer der dritten Klasse, unterrichtete im Wechselunterricht.
Der Erweiterungsbau mit zwei weiteren Klassenräumen, mit dem im Herbst 1907 begonnen worden war, wurde am 25. Juni 1908 bezogen; Die Schule erhielt nunmehr in der Person des bisherigen 1. Lehrers Schneider einen Hauptlehrer. Die Schülerzahl war inzwischen auf 216 angewachsen.
An der Schule wirkten: Hauptlehrer Johann Platt, Lehrer Wilhelm Ernst Rohm († 27. Mai 1970), Lehrer Otto Heinrichs.
Nach dem Tode von Hauptlehrer Anton Schneider wurde 1910 Johann Platt der neue Hauptlehrer der evangelischen Schule in der Südstadt.

#### Vierklassige Organisation
Am 10. Dezember 1918 wurde die Schule vierklassig.
Am 20. Juli 1928 gründete sich der Vorläufer des Schulvereins, als Teil der Schulpflegschaft.
Lehrer Wilhelm Rohm wurde am 1. November 1930 neuer Hauptlehrer der Schule.
Die oberen Klassen der Volksschule unternahmen Mehrtagesfahrten: z. B. „Neun-Tage-Fahrt zum Meer an die Nordsee, Cuxhaven-Duhnen“; „Fünftägige Wanderfahrt ins Siebengebirge“; „Besuch auf Schloss Augustusburg (Brühl)“. In manchen Jahren besuchten sie den Flughafen Düsseldorf.

### „Deutsche Schule Richrather Straße“. Zeit während des dritten Reichs 1939 bis 1945

#### Achtstufige evangelische und katholische Schule
Am 18. April 1939 erfolgte die Umbenennung in Deutsche Schule Richrather Straße.
Die beiden Volksschulen (katholisch und evangelisch) an der Richrather Straße 134 und 186 wurden von 1. April 1939 bis 1945 zusammengelegt und verschmolzen. Die Schule war jetzt achtstufig. Die Klassenstärke betrug 1940 54 bis 63 Kinder.
In der Schulchronik wird hervorgehoben: „Im Mittelpunkt der neuen Schule steht der völkische Gedanke. Deutsche Menschen so heranzubilden, wie sie der Führer braucht, ist die höchste Aufgabe aller Erzieher und Erzieherinnen. Der völkische Staat hat seine gesamte Erziehungsarbeit in erster Linie nicht auf das Aneignen bloßen Wissens einzustellen, sondern auf das Heranzüchten kerngesunder Körper. Erst in zweites Linie kommt dann die Ausbildung der geistigen Fähigkeiten. Hier aber wieder an der Spitze die Entwicklung des Charakters, besonders die Förderung der Willens- und Entschlusskraft, verbunden mit der Erziehung zur Verantwortungsfreudigkeit, und erst als Letztes die wissenschaftliche Schulung.“
Im Entlassungszeugnis stand 1940: „Der Schüler wird mit den besten Wünschen für die Zukunft aus der Volksschule entlassen. Treue, Gehorsam, Kameradschaft, Bescheidenheit: das sollen die Prinzipien sein, die immer mehr unser Lebensgebot zu werden haben.“
Während der NS-Zeit war angeordnet: „Entschuldigungsschreiben, die von der Mutter des Kindes unterschrieben sind, haben keine Gültigkeit. Entschuldigungen müssen vom gesetzlichen Vertreter (Vater, Pflegevater oder Vormund) unterschrieben sein. Nur wenn der gesetzliche Vertreter tot oder ortsabwesend ist, tritt die Mutter an die Stelle des gesetzlichen Vertreters.“.
Zur Durchführung eines gesicherten Luftschutzes wurden ab 24. Oktober 1939 zwei Klassenräume als Luftschutzkeller eingerichtet.
In den Ferien wurden die Kinder zum Suchen von Kartoffelkäfer-Larven auf Kartoffelfelder und von Schädlingen auf Tomatenkulturen geschickt.
Vom 24. September bis 11. Oktober 1940 und vom 19. September 1942 bis 7. Oktober 1942 waren Kartoffelferien. Die Kinder gingen zur Kartoffelernte auf die Felder.
Während der Kriegszeit züchteten die Kinder der „Deutschen Schule Richrather Straße“ von 1942 bis 1945 Seidenraupen. Die Seide diente zur Produktion des dringend benötigten Stoffs für Fallschirme. Nach Anpflanzung von 600 Sträuchern Maulbeerpflanzen erhielt die Schule Ende Mai 1942 fünf Gramm Seidenspinnerbrut, aus denen sich in wenigen Tagen etwa 5.000 Seidenraupen entwickelten. Die Raupen wurden auch während der Ferienzeit gefüttert. Nachdem im Sommer 1944 weitere acht Gramm Seidenspinnerbrut ankamen, wurde während der Ferien ein Klassenzimmer als Zuchtraum genutzt. Rektor Rohm nahm dazu am 19. Juli 1944 an einem Seidenraupen-Züchtungs-Lehrgang teil.
Weil sich im Kreis Düsseldorf-Mettmann die Diphtherie ausbreitete fand am 28. November 1940 die erste Diphtherie-Impfung für alle Kinder unter 14 Jahren statt.
Zum Schuljahr 1941/1942 wurde der Schuljahresbeginn von Ostern auf den Herbst nach den Sommerferien verlegt. Der Stichtag für Schulanfänger wurde vom 1. April auf den 1. Oktober gelegt. Kinder, die davor geboren waren, wurden schulpflichtig.
Die Einführung der lateinische Normalschrift als Ausgangsschrift wurde im September 1941 angeordnet. Bisher schrieben Lehrer und Schüler mit der Sütterlinschrift als Ausgangsschrift für das Erlernen der Schreibschrift von Schreibanfängern. Die bisherigen Fibeln wurden durch Kriegsfibeln „Des Kindes Heimat“ ausgetauscht.
Ab 1941 wurden bis zu 70 Kinder wegen den zunehmenden Luftangriffen in Kinderlandverschickung (KLV) nach Gleiwitz, Breslau, Karlsbad, Teplitz und Würzburg verschickt. Die Kinder waren gut untergebracht, und für ausreichende Verpflegung, Beschulung war bestens gesorgt. Die Kinder kamen gut erholt zurück.
In den Heeresdienst wurden 1942 die Lehrer Wilhelm Franke († 1. Oktober 1942) und Waldhoff abkommandiert.
In den Monaten März und April 1943 hatte der Unterricht durch feindliche Flieger, die tagsüber und nachts in das Gebiet um Hilden einflogen, sehr zu leiden. An den Schulgebäuden wurde ein Dach abgehoben, einige Scheiben wurden zertrümmert und die Fenster- und Türrahmen waren beschädigt.
Das Schuljahr 1943/1944 begann am 30. Juli 1943 mit 294 Kinder (155 Knaben und 139 Mädchen, Klassenstärke 42 bis 56 Kinder). Zur Schule gehörten offiziell noch weitere 121 Kinder (59 Knaben und 62 Mädchen), die während der Ferien 1943 ins Dorf Affalter, einem Ortsteil von Lößnitz im Erzgebirge in Sachsen evakuiert worden waren.
Während der ganzen Kriegszeit suchten die Kinder Kartoffelkäfer-Larven, sammelten Heilkräuter, Flaschen (5162 Flaschen), Altpapier und beteiligten sich an der Altmetallspende. Von den Kindern der Schule Richrather Straße wurden zwischen September bis November 1943 insgesamt 270 Halbtage „Landhilfe“ als Erntehelfer geleistet.
Gegen Ende 1944 wurden die älteren Kinder per Kinderlandverschickung (KLV) aus den vom Luftkrieg bedrohten deutschen Städten, darunter auch aus Hilden längerfristig in weniger gefährdete Gebiete untergebracht. Nur noch die jüngeren Kinder der unteren vier Klassen wurden in den Gebäuden der ehemaligen katholischen Schule Richrather Straße 186 schulisch betreut, sogar auch während des Luftalarms im Luftschutzkeller. Die Gebäude an der Richrather Straße 134 waren durch Militär beschlagnahmt worden.
Zu Beginn des Schuljahres 1944/1945 am 18. August waren wieder alle Kinder in Hilden. Es wurden 56 bis 77 Kinder in einer Klasse unterrichtet.
Wegen des Herannahens der US-Truppen ruhte der Unterricht von Anfang April 1945 an. Die US-Truppen nahmen am 18. April 1945 die Stadt Hilden ein und besetzten sie.

### Evangelische Schule an der Richrather Straße, Nachkriegszeit, 1945 bis 1961

#### Zunächst vierstufig
Nach dem Zweiten Weltkrieg nahmen am 17. August 1945 die vier Grundschulklassen der Volksschule wieder den Unterricht auf. Mit der vorläufigen Leitung wurde Lehrer Bollwahn betraut. Es herrschte überall Mangelwirtschaft. Nach Abzug des Militärs aus dem Standort Richrather Str. 134 war die Schule verwahrlost. Handwerker arbeiteten nur noch, wenn sie dafür Lebensmittel bekamen.
Auf Grund der Elternabstimmung wurde am 20. Juli 1946 die konfessionelle evangelische Schule wieder eingeführt. Die Leitung der Evangelische Schule an der Richrather Straße hatte Werner Bollwahn.
Im April 1946 betrug die Einwohnerzahl Hildens 25.119.
Hauptlehrer Hosse übernahm ab dem Schuljahr 1947/1948 die kommissarische Schulleitung. Er ist 1951 aus der Schule ausgeschieden, um als Werklehrer in der Werkschule in der Heiligenstraße 13 zu unterrichten. (Das Gebäude wurde später bis 2013 als Jugendtreff „Jueck“ genutzt)
Gegen Ende des Monats Mai 1947 herrschte etwa eine Woche lang eine außergewöhnliche Hitze (Mittagstemperaturen um 33 °C). Sie wurde von einer ebenso abnormen Kälte abgelöst. Am 10. Juni 1947 lag im benachbarten Solingen die tiefste Nachttemperatur bei 0 Grad.

#### Sechsklassige Schule
Zu Beginn des Schuljahres 1948/1949 wurde die Schule sechsklassig. In ihr wurden 256 Kinder mit Klassenstärken von 51 bis 60 Schülern unterrichtet. Vor Weihnachten 1948 wurde der Schulverein wieder ins Leben gerufen. Er beschenkte alle Kinder bei einer Weihnachtsfeier im ev. Gemeindehaus Schulstraße. (heute 2021 AWO-Gebäude)
Pünktlich zur Währungsreform am 20. Juni 1948 kamen die Maurer, um das Dach zu reparieren und die Schäden an den Wänden und Toilettenhäuschen wurden beseitigt.
Der ehemalige Rektor Rohm wurde im April 1950 pensioniert.
Die Stadtverordnetenversammlung beschloss am 30. März 1951, die Errichtung eines Volksschulneubaues für die südlichen Stadtbezirke von zunächst 8 Klassen mit Turnhalle und den erforderlichen Nebeneinrichtungen. Diesen Neubau (spätere Albert-Schweitzer-Schule am Wiedenhof) beanspruchten die Gemeinschaftsschule Schulstraße, die evangelische Volksschule Richrather Str. und die katholische Volksschule Richrather Str., um ihre Raumnot zu lindern und um die Kinder in weniger lärmbelasteter Umgebung unterrichten zu können. Nach heftigen Diskussionen bei Elternversammlungen und Eingaben der Schulleitungen und der Schulpflegschaft im Kultusministerium, erfolgte die Einweihung der fertiggestellten städtischen Volksschule im Süden am 26. April 1954 mit 253 Schülern als Gemeinschaftsschule in der Südstadt. Die Rede hielt Hans Beaujean (Hildener Stadtdirektor 1946–1958).

#### Erweiterung auf sieben Jahrgänge
Die Schule wurde am 1. April 1951 auf sieben Klassen erweitert.
Der Stadtrat schlug am 30. März 1951 den Lehrer Erich von den Steinen zum Hauptlehrer an der Evangelischen Schule Richrather Straße vor.
Er konnte als neuer Schulleiter im Juni 1951 eine neue zweiklassige Schulbaracke einweihen.
Im Schuljahr 1953/1954 wurde die Schule auf acht Klassen erweitert. Sie unterrichtete 320 Schüler.
Als Schreibschrift blieb die lateinische Ausgangsschrift. Trotzdem sollten vom 4. Schuljahr an die Kinder daneben auch die Formen der deutschen Schrift lernen und üben.
Im Schuljahr 1953/1954 gab es an sechs Tagen hitzefrei.

#### Noten (1964)
Sehr gut……...Weit über gut

Gut……..……….Weit über dem Durchschnitt

Befriedigend….. Über dem Durchschnitt

Ausreichend……Durchschnittliche Leistungen

Mangelhaft……. Unter dem Durchschnitt, Leistung mit Lücken

Ungenügend……Leistungen mit großen Lücken, die voraussichtlich nicht ausgefüllt werden können
Kopfnoten 1964:
Sehr gut, gut, noch befriedigend, nicht befriedigend anstelle von ungenügend
Kopfnoten ab 1978
Sehr gut, gut, befriedigend, unbefriedigend

### Ab 1961 Evangelische Grundschule an zwei Schulstandorten: Richrather Str. 134 und Zur Verlach 42, 1961 bis 1967
Im Mai 1959 beschloss der Rat die Errichtung eines neuen Schulgebäudes „Zur Verlach“ für eine gemeinsame Benutzung durch die konfessionellen Volksschulen in der Südstadt.
Am 21. November 1961 konnte die Einweihung des Neubaus der Städtischen Volksschule „Zur Verlach“ gefeiert werden.
Die Festrede hielt Bürgermeister Robert Gies. Er ging auf die Vorgeschichte ein und stellte auch die Verdienste des Beigeordneten Heinrich Strangmeier für den Schulbau in Hilden heraus. Architekt Eisele vom Architekturbüro Bruno Lambart Düsseldorf, übergab die Schlüssel der neuen Schule an Bürgermeister Robert Gies.
In das Gebäude (heute Nordgebäude) zogen Teile der Katholischen Schule Richrather Straße, (heute „Astrid-Lindgren-Schule“) und Teile der Evangelische Schule der Südstadt (heute „Wilhelm-Busch-Schule“) ein.
Leiter des katholischen Schulteils war Rektor Franz Rabe und der des evangelischen Schulteils war Rektor Erich von den Steinen. Die Einwohnerzahl Hildens betrug im Oktober 1961 38.483.
Ab 25. April 1962 wurde in der Oberstufe Englisch als Unterrichtsfach angeboten.
Rektor von den Steinen ging am 31. März 1964 in den Ruhestand. Konrektor Dathe führte die kommissarische Leitung. Am 1. Juni 1965 übernahm Rektor Hans-Peter Janek die Schulleitung.
Im Juni 1964 gab es mehrere Tage hintereinander nachmittags hitzefrei.
Vom 1. April bis 30. November 1966 war das erste Kurzschuljahr und vom 1. Dezember bis 31. Juli 1967 wurde das zweite Kurzschuljahr durchgeführt. Ab dann begann das Schuljahr am 1. September.
Während des Kurzschuljahrs 1966 wurde die elfte Klasse eingerichtet.
Im April 1966 wurde die Lernmittelfreiheit eingeführt.

#### Einrichten des Neunten Schuljahres
Bisher wurden an der Schule die Schüler acht Jahre unterrichtet. Ab dem 1. Dezember 1966 wurde zum ersten Mal ein neuntes Schuljahr eingerichtet. Die Klassenstärke betrug danach 22 bis 43 Schüler.
An Arbeitsgemeinschaften (AG) wurden 1966 angeboten: Chemie im Haushalt, Stenographie, Photographie und Laienspiel. Dazu gab es die Möglichkeit, im Chor zu singen oder im Orchester mitzuspielen.
Laut Konferenzberichten wurde darauf hingewiesen, dass die Kinder die Lehrer grüßen sollen.
Die Schulpflegschaft sprach sich am 24. Februar 1967 einstimmig für die Umwandlung in eine Gemeinschaftsschule aus.

### Städtische Gemeinschaftsschule Hilden, Richrather Straße mit acht Jahrgängen, 1967 bis 1968
Mit der Umbenennung in Städtische Gemeinschaftsschule Hilden, Richrather Straße wurde am 4. Juni 1967 der Status der Konfessionsschule auf Antrag von Erziehungsberechtigten aufgehoben. Von 355 Kinder wurden 294 Kinder für die Gemeinschaftsschule angemeldet.
In der Schule wurde dann ab Erster Klasse getrennter evangelischer und katholischer Religionsunterricht unterrichtet.

### Städtische Gemeinschaftsgrundschule mit vier Jahrgängen 1968 bis 1974
Ab 9. August 1968 wurde die Schule Grundschule und hieß fortan Städtische Gemeinschaftsgrundschule Hilden, Richrather Str. 134/Zur Verlach 42. Sie unterrichtete nur noch in den Jahrgängen eins bis vier.
Als zweite Grundschule im Hildener Süden blieb die Katholische Grundschule (Astrid-Lindgren-Schule) Richrather Straße 186 bestehen.
Die Klassen fünf bis neun gingen ab dann auf die Hauptschule am Wiedenhof, die spätere Albert-Schweitzer-Hauptschule. Deren Klassen eins bis vier wechselten zur „Städtischen Gemeinschaftsgrundschule Richrather Straße 134/Zur Verlach 42“.
(Die „Albert-Schweitzer-Hauptschule“ wurde 2018 abgerissen. Das Areal wird mit 125 Wohnungen neu bebaut).
Der Schulbezirk der Städtische-Gemeinschaft-Grundschule änderte sich in: Hofstraße ab Uhlandstraße, Jahnstraße, Richrather Str. ab Uhlandstraße, Hilden-Süd südlich der Baustraße und im Osten Hegelstraße, Forstbachstr. ab Nr. 22 und Breddert ab Nr. 34.
Der Übergang zu weiterführenden Schulen nach Beendigung des fünften Schuljahres war nur noch für die Schuljahre 1969/1970 und 1970/71 möglich. Danach hatte der Wechsel bereits nach dem vierten Grundschuljahr zu erfolgen.
Mit der Einführung des neunten Schuljahres, der Trennung der ehemaligen Volksschule in Grundschulen und Hauptschule und gleichzeitiger Arbeitszeitverkürzung der Lehrer auf 29 Wochenstunden kam es 1968 zu massivem Lehrermangel.
Ohne ältere Schüler konnte die Schule keine Schülerlotsen für die Schulwegsicherung an der verkehrsreichen Richrather Str. mehr stellen. Die Sicherung des Schulwegs wurde daher den Eltern der Kinder übertragen.
Ab Januar 1970 wurde in jeder Schule die Wahl eines Lehrerrats gefordert.
An der Gemeinschaftsgrundschule Richrather Str. wurde im Dezember 1970 ein Lehrerseminar eröffnet. Pro Schuljahr wurden jeweils ein bis zwei Lehramtsanwärter ausgebildet. Sie wurden direkt als Lehrkraft eingesetzt. An ihr werden heute noch pro Jahr zwei neue Grundschullehrer ausgebildet.
Die Einführung der Mengenlehre im Schuljahr 1972/1973 bereitete den Eltern bei der Überwachung der Hausaufgaben große Schwierigkeiten. 71 Eltern nahmen dazu an zwei Kursen der Schulpflegschaft teil.
Im Schuljahr 1970/1971 nahm die Zahl der Gastarbeiterkinder zu. Die Schule besuchten: drei Türken, zwei Niederländer, zwei Briten, zwei Jordanier, ein Portugiese, ein Grieche und ein Schweizer. Im nächsten Schuljahr 1971/1972 stieg die Zahl der Gastarbeiterkinder an. Die Schule besuchten: sieben Türken, zwei Niederländer, drei Engländer, ein Jordanier, ein Portugiese, ein Grieche und ein Italiener.
Kinder ausländischer Arbeitnehmer, die schulpflichtig werden, unterliegen voll der deutschen Schulpflicht. Sie sollten unbedingt in das erste Schuljahr eingeschult werden. Bei ausreichendem Lehrerbestand wäre Förderunterricht möglich.
Der Regierungspräsident hatte ab Februar 1971 die Führung von 13 Klassen genehmigt. Für das Schuljahr 1972/1973 wurden 16 Klassen beantragt, jedoch wurden nur 15 genehmigt. Die Klassenstärke stieg auf 32 bis 43 Schüler.
Mit Schuljahresbeginn 1973/1974 betrug die Schülerzahl 515. Es galten neue Regeln:
1. Die Schule beschließt selbstständig die Klassenzahl, mit mindestens 20 Schüler und maximal 40 Schüler pro Klasse
2. Laut Planstellenschlüssel entspricht 33 Kinder je einem Lehrer.
Im nächsten Schuljahr 1973/1974 wurden sechzehn Klassen in zwölf Klassenräumen eingerichtet. Die Klassenstärke fiel auf 29 bis 38 Schüler.

### Eigene neue Schulgebäude an der Verlach 42 und Richrather Straße, 1974 bis 1998

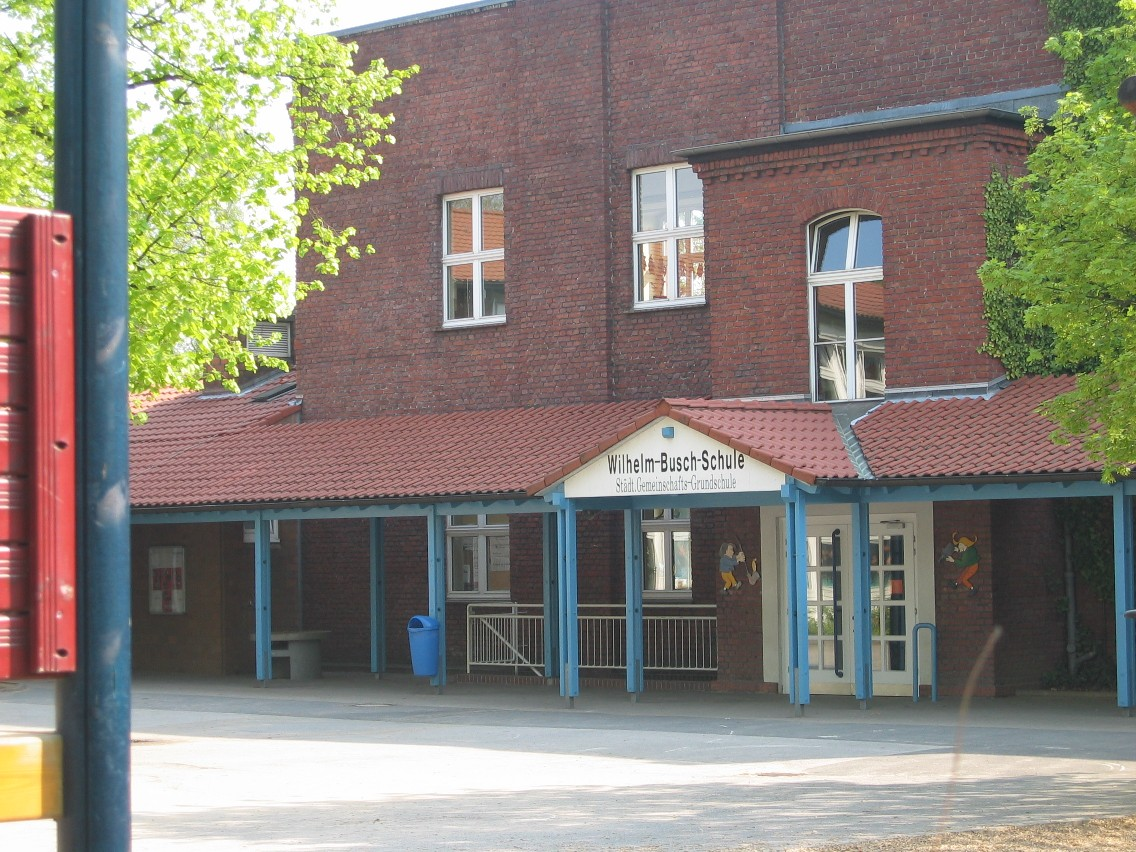
Hilden Richrather 134, Wilhelm-Busch-Schule Hofseite

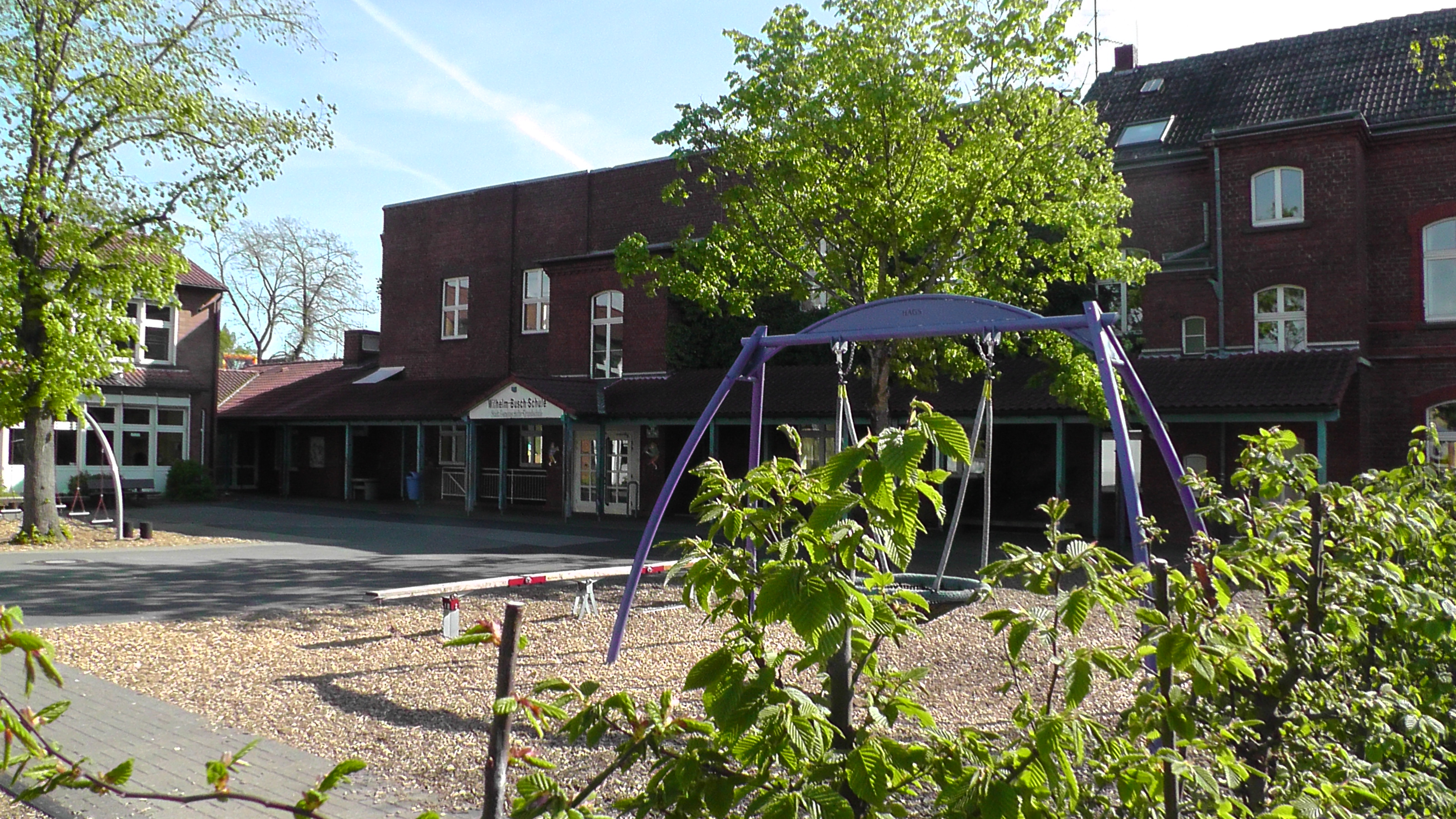
Hilden Richrather 134, Wilhelm-Busch-Schule Schulhof

### Eigenes neues Schulgebäude an der Verlach 42, 1974
Der Rat der Stadt Hilden beschloss am 9. Februar 1972 den Ausbau der Gemeinschaftsgrundschule zur Verlach zur dreizügigen Gemeinschaftsgrundschule. Der Baubeginn war am 4. Oktober 1973. Auf dem Grundstück zur Verlach wurde im östlichen Teil ein Neubau gebaut. Es wurden erstellt: Ein massiver Erweiterungsbau in Fertigbauweise mit 5 Unterrichtsräumen (Zwei Klassenzimmer à 67 m², drei Sachkunderäume à 82 m²) mit Toiletten und einer Turnhalle als Fertigbauturnhalle.
In das neue Gebäude mit fünf Klassenräumen zog im August 1974 die Städtische Gemeinschaftsgrundschule ein. Die Teile der Katholischen Grundschule verblieben im nördlichen Gebäudekomplex.
Auf dem Grundstück Zur Verlach wurde am 21. April 1975 eine neue Turnhalle in Betrieb genommen.
Auf dem Grundstück Richrather Straße wurden am 14. April 1975 zwei neue Schulräume bezogen. Damit gab es dann an diesem Standort 8 Klassenzimmer. Das Lehrerzimmer und zog ins östliche Gebäude Zur Verlach.
Auf Betreiben der Schulpflegschaft wurde der Schulverein „Verein zur Förderung der Gemeinschaftsgrundschule Richrather Str./Zur Verlach“ gegründet. Die Gründungsversammlung fand am 28. April 1975 statt. Zur Vorsitzenden wurde Frau Lethaus, zum Stellvertreter wurde Werner Siggelkow gewählt. Herr Weinert war Kassierer.
Die Hitzewelle mit Temperaturen über 30 °C dauerte vom 24. Juni bis 8. Juli 1976. Die Kinder wurden nach der dritten Stunde nach Hause geschickt.
Nach heftiger Diskussion beschloss die Schulpflegschaft am 22. Mai 1975 die Einführung der fünf-Tage-Unterrichtswoche bei der Regierung zu beantragen. Mit Beginn des Schuljahres 1975/1976 stellte die Schule die Unterrichtstage von bisher sechs Tage incl. Samstag auf fünf Tage um.
Mit Einführung des Förderunterrichts sank 1975 die Zahl der Sitzenbleiber auf 7 von insgesamt 500 Schülern ab. Zwei Jahre vorher waren es noch 21 Kinder von insgesamt 527 Schülern, die nicht versetzt wurden.
Rektor Janek betonte immer wieder: „Der Lehrer hat kein Züchtigungsrecht (Prügelstrafe). Körperliche Züchtigung ist unzulässig. Körperliche Züchtigung ist nur in Notwehr erlaubt. Schüler, die fortwährend den Unterricht stören, dürfen lediglich zusätzliche Aufgaben zum Nacharbeiten des versäumten Unterrichtstoffes aufgegeben werden. Besondere Fälle konnten in das Klassenbuch eingetragen werden. Bei massiven Unterrichtsstörungen einzelner Schüler soll ein Elterngespräch herbeigeführt und ein Brief mit Kopie für die Schulakten geschrieben werden. Schüler, deren Verhalten untragbar ist, konnten bei Gefahr im Verzug vom Schulleiter für eine bestimmte Zeit vom Unterricht ausgeschlossen werden“.
Pro Woche durften nur zwei Klassenarbeiten, pro Tag nur eine Klassenarbeit geschrieben werden. Eine Klassenarbeit war ungültig und musste neu geschrieben werden, wenn ein Drittel der Arbeiten schlechter als ausreichend bewertet wurde. Auf Antrag beim Schulleiter konnte eine solche Arbeit jedoch unter Anführung triftiger Gründe durch den Fachlehrer gewertet werden.
Am 31. Juli 1977 ging Rektor Janek aus Altersgründen in Ruhestand. Klaus Stelzner übernahm die Schulleitung und wurde am 24. Oktober 1977 zum Rektor ernannt.
Ab dem Schuljahr 1977/1978 bekam das Erste Schuljahr keine Noten mehr, sondern es wurde bewertet. Sozialverhalten, Arbeitsverhalten, Hinweise zu Lernbereichen, Bemerkungen.
Ein Schulgarten wurde 1979 am Standort „Zur Verlach“ eingerichtet.
Wegen eines plötzlichen Kälteeinbruchs wurden am 14. Februar 1979 alle Schüler um 12 Uhr nach Hause geschickt.
Anhand sinkender Schülerzahlen schied Rektor Stelzner aus. Er übernahm im Schuljahr 1981/1982 die Leitung der Hildener Hauptschule Furtwänglerstr. Als Nachfolger wurde Michael Nehmiz Rektor.
Im Schuljahr 1983/1984 sank durch den Pillenknick die Schülerzahl auf 274 ab. Die Klassenstärke der 12 Klassen lag zwischen 18 und 26 Schülern.
Urte Lingmann wurde am 1. Februar 1984 Konrektorin und am 14. September 1998 Rektorin.
Rektor Michael Nehmiz war seit 21. Februar 1996 langfristig erkrankt. Konrektorin Urte Lingmann leitete seit diesem Tag die Schule. Ihr Vertreter war Lehrer Ernst Sieg (* 20. Juli 1944; † 26. November 1999).
Am 22. August 1984 gab es nach der vierten Stunde wegen Temperaturen über 30 °C hitzefrei.

### Schulneubau Richrather Straße 134, 1989
Auf dem Grundstück zur Richrather Straße 134 wurde die Schulbaracke von 1951 abgerissen und am 23. Oktober 1989 war der Baubeginn für einen Neubau mit neuem Toilettentrakt. Er konnte schon am 15. Dezember 1989 Richtfest feiern. Ab 1990 konnten dort Schüler in acht Klassenräumen unterrichtet werden.
Konrektorin Lingmann und Lehrer Sieg organisierten die „Verlässliche Grundschule“ mit je einer Betreuungsgruppe an den zwei Standorten.
Die Verlässliche Grundschule bietet während der Schulzeit (ohne Ferien) eine Betreuung unmittelbar vor und nach dem vormittäglichen Unterricht an, die vom Schulträger oder einem freien Träger organisiert wird. Auf diese Weise können Kinder am Vormittag bis zu sechs Stunden (z. B. von 7 bis 13 Uhr) betreut werden. Bei der verlässlichen Grundschule gibt es kein Mittagessen und keine Hausaufgabenbetreuung. Der Elternbeitrag lag mit 25 DM/ Monat so niedrig, dass es sich jede Familie leisten konnte. Kinder von alleinerziehenden Müttern wurden vorrangig berücksichtigt.

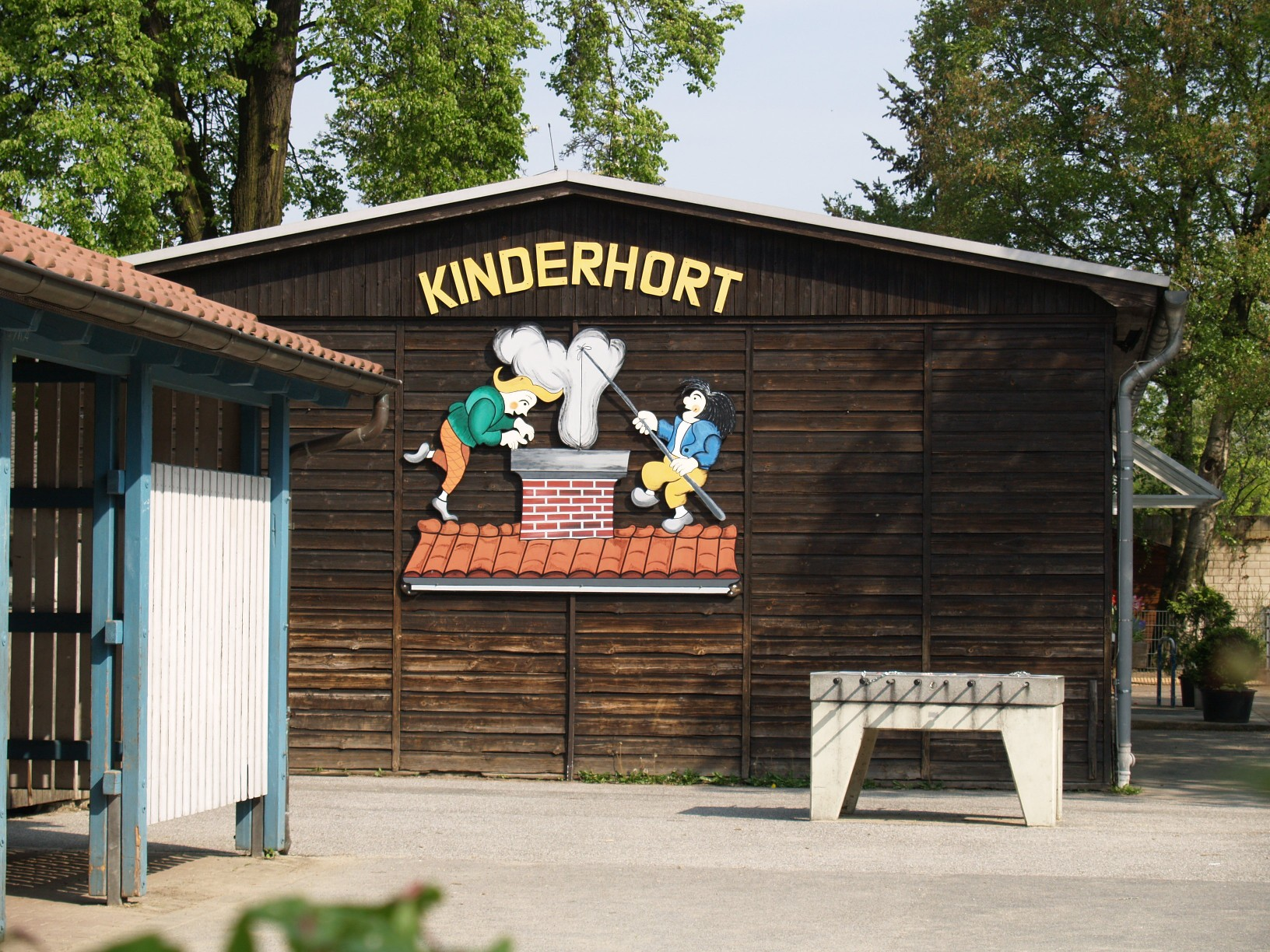
Hilden, ehemaliger städtische. Kinderhort im Pavillon Richrather Str

Als alternative Betreuung lag der Städtische Kinderhort im Pavillon auf dem Schulhof in der Richrather Str. So konnten die Kinder vor und nach der Schule direkt zwischen Hort und Schulgebäude wechseln. Der Hort öffnete um 7:30 und ging bis 16:00 Uhr. Nach der Schule erhielten die Kinder ein Mittagessen und sie wurden bei den Hausaufgaben und in der Nachmittagsfreizeit betreut. Der Hort bot auch Ferienbetreuung an. In den großen Sommerferien schloss er nur für 3 Wochen.
Der Städtische Kinderhort in der Richrather Str. feierte am 29. November 1996 sein fünfjähriges Bestehen.
Der Schulleiter Herr Nehmiz wurde aus krankheitsbedingten Gründen am 1. April 1997 vorzeitig pensioniert.

### Wilhelm-Busch-Schule 1998 bis 2005

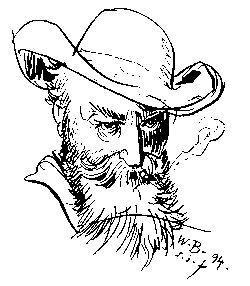
Wilhelm Busch, Selbstporträt, 1894

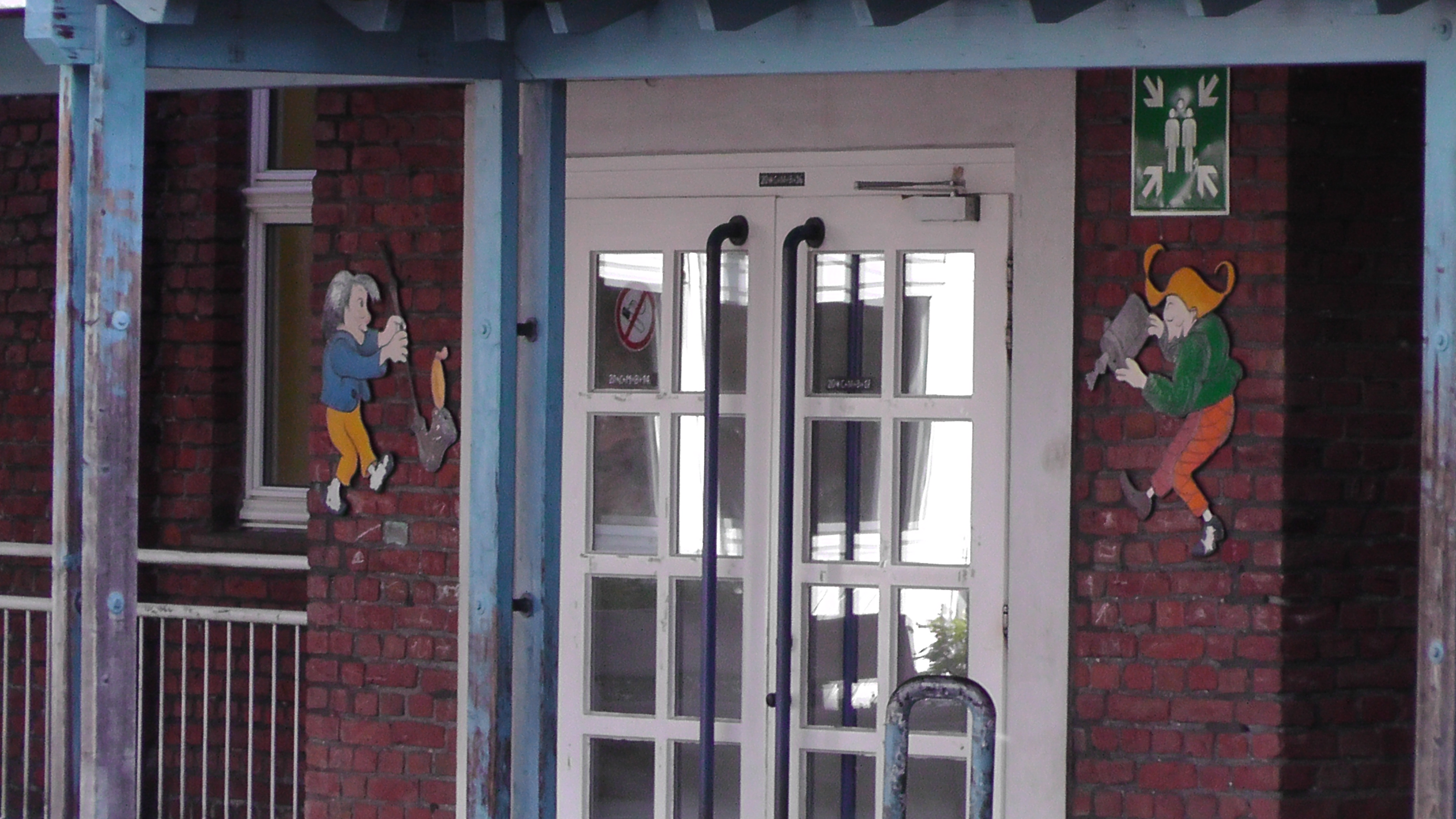
Hilden Richrather Str. 134, Wilhelm-Busch-Schule mit Max und Moritz

Bei der Abstimmung zur Namensgebung der Schule schlug die Schulkonferenz am 23. September 1997 den Namen „Wilhelm Busch“ mehrheitlich vor. Es wurde ein Antrag bei der Stadt beim Schul- und Sportausschuss gestellt.
Im Rahmen einer „Tauffeier“ erhielt die Gemeinschaftsgrundschule Richrather Straße/Zur Verlach am 20. Juni 1998 den Namen Wilhelm-Busch-Schule. Rektorin Urte Lingmann und ihre Stellvertreterin Hedwig Braun wechselten mit dem Rektorat von der Richrather Str. ins Gebäude zur Verlach.
Nach starkem Anstieg der Zahl von Migrationskindern erhielten diese durch Martina Bergfeld und Frau Rebmann Förderunterricht.
Überraschenderweise erhielt die Stadt am 7. Mai 2001 Gelder für Schulneulinge aus Migrantenfamilien, um sie in der deutschen Sprache zu fördern. Frau Linder versuchte, die Kinder aus den verschiedenen Nationen zu fördern und in Deutsch zu unterrichten.
Der städtische Hort im Pavillon auf den Schulhof wurde 2000 in Max und Moritz umbenannt. 
Mit einem rauschenden Schulfest beging die Wilhelm-Busch-Schule am 28. Oktober 2000 die „Hundertjahrfeier“, das 100-jährige Bestehen des Schulgebäudes Richrather Straße 134. Alte Klassenfotos wurde herausgesucht und aufgehängt. Der Unterricht wurde in der Woche davor als „Schule früher“ gestaltet und die alten Spiele gespielt. Stadtkämmerer Horst Thiele (später Bürgermeister von 2009 bis 2014) hatte vorher alle Klassen und Lehrer fotografiert. Rektorin Urte Lingmann läutete das Fest mit einer Glocke ein. In ihrer Rede ließ sie die lange Geschichte der Schule ab 1872 und des Schulgebäudes von 1900 Revue passieren.
Sybille Barnbeck von Manteuffel wurde am 13. November 2000 Konrektorin.
Weil die benachbarte katholische Astrid-Lindgren-Schule nur wenige Ausländerkinder hatte, meldeten viele Eltern ihre Schulneulinge für das Schuljahr 2001/2002 lieber dort an, als an der städtischen Wilhelm-Busch-Grundschule. Das hatte zur Folge, dass wegen der sinkenden Schülerzahlen die erste Klasse im Schuljahr 2003/2004 in der Zur Verlach nur noch einzügig war. In der gesamten Schule wurden noch 283 Schüler in 12 Klassen unterrichtet. Das bot die Chance zum Ausbau der Teamarbeit und jede Klasse erhielt ab dem Schuljahr 2004/2005 eine Doppelführung.
Im Schuljahr 2005/2006 lag der Migrantenkinderanteil im ersten Schuljahr bei 33 %. Deshalb mussten die Lehrer ein Migrantenkonzept ausarbeiten.

### Wilhelm-Busch-Schule mit Offener Ganztagsschule (OGATA) ab 2005
Nach dem Beschluss am 24. Februar 2005 wurde die Offene Ganztagsschule (OGATA) mit je einer Gruppe pro Standort eingerichtet. Der bisherige städtische Hort in der Richrather Str. wurde ab 2005 in eine Offene Ganztagsschule (OGATA) umgewandelt. Die Räume am Standort Zur Verlach mussten neu eingerichtet werden. Sie bekamen eine Küche und eine Spielebene. Am 25. August 2005 wurden dort die neuen Außenspielgeräte für die OGATA-Gruppen geliefert. Frau Renneke-Fink vom bisherigen Hort betreute weiterhin die Gruppe im Pavillon an der Richrather Str. Frau Reupsch leitete die zweite Gruppe an Standort Zur Verlach. Sie wurden abgelöst durch zwei neue Erzieherinnen für die OGATA Gruppen: Beatrice Prien (Richrather Str.) und Karin Humpert (Zur Verlach). Nach der OGATA Einführung erhielten insgesamt 50 Kinder die Möglichkeit, den ganzen Tag bis 16 Uhr, also auch in den Ferien versorgt zu werden. Sie erhielten Mittagessen und Hausaufgabenbetreuung. Danach konnten sie an Arbeitsgemeinschaften teilnehmen. In den Ferien machten sie Ausflüge oder bastelten mit Selbstgesammeltem.
Seit 1. März 2005 ist die spätere Rektorin Tina Ritterbecks Teil des Kollegiums. Sie übernahm zunächst die erste Klasse von Frau Kollender.
Rektorin Urte Lingmann ging am 1. August 2006 nach 31 Jahren im Schuldienst in die passive Phase ihrer Altersteilzeit. Mit dem Schuljahr 2006/2007 übernahm Sybille Barnbeck die kommissarische Schulleitung. An der Richrather Str. stand ihr Frau Mönikes-Sieg zur Seite.
Die Wilhelm-Busch-Schule hat seit dem Schuljahr 2006/2007 eine Internetseite.
Im Anbau „Max und Moritz“ an der Richrather Str. wurden am 9. März 2007 die Räumlichkeiten der dritten Offenen Ganztags-Schule (OGATA) an der Schule eingeweiht. Es spielte in Anwesenheit des Bürgermeisters die Trommel-AG. In der neuen OGATA-Gruppe können nun weitere 23 Kinder ganztägig von acht bis 16 Uhr betreut werden. Die Kinder erhalten ein Mittagessen. Es besteht die Möglichkeit, Hausaufgaben zu erledigen und danach an vielen Freizeit-, Sport- und Erziehungsangebote teilzunehmen.
Im Schuljahr 2007/2008 kamen nur noch je eine Eingangsklasse pro Standort zusammen. Zur Verlach unterrichteten vier Lehrerinnen als Klassenlehrer und weitere drei Fachlehrer. Am Standort Richrather str. unterrichteten sieben Lehrerinnen an sieben Klassen.

### Zeit nach 2008 bis 2020
Frau Heinz wurde im Schuljahr 2008/2009 Rektorin. Ihr folgte 2010 Tina Ritterbecks als Rektorin.
Der Designer Thomas Bernhardt entwirft seit 2010 für die Wilhelm-Busch-Schule Max und Moritz Figuren. Er gestaltet für sie Aktionsplakate, Arbeitsmaterialien, Büro-Beschilderungen, Briefbögen, Sport-Trikots und die Beschilderung des alljährlichen Weihnachtsbaums in der Innenstadt.
Seit 2017 wird nicht mehr mit Kreide auf die Schreibtafel geschrieben. Die Lehrer projizieren den Lerninhalt auf die digitale Wandtafel.

#### Modulbau an der Richrather Straße 2020

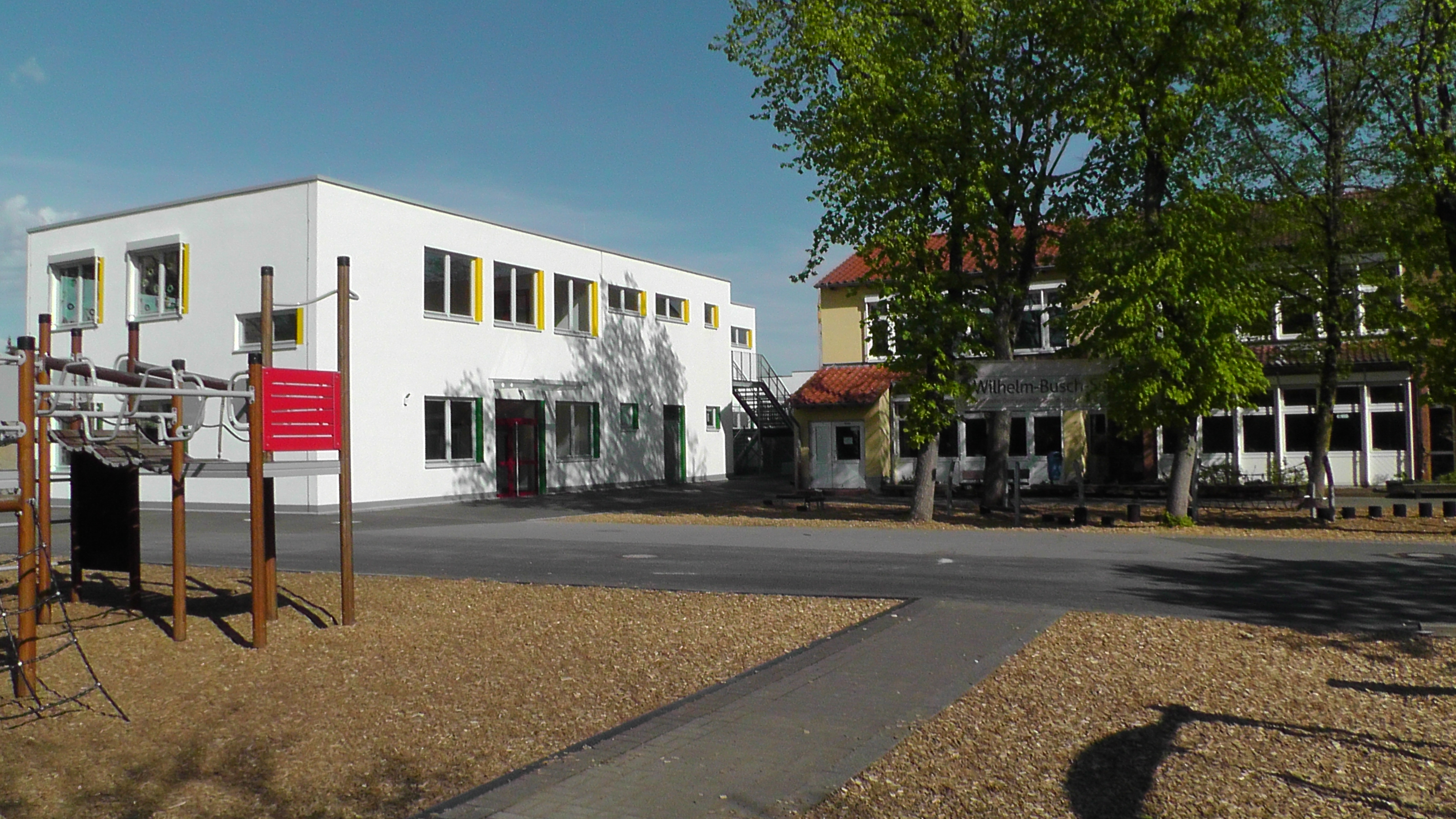
Hilden Richrather 134, Wilhelm-Busch-Schule Modulbau (2020)

Der Stadtrat hatte am 15. Januar 2020 in einer Sondersitzung 1,8 Millionen Euro für die Wilhelm-Busch-Schule am Standort Richrather Straße 134 freigegeben. Damit wurde ein Neubau mit vier Klassen- und Nebenräumen finanziert. Der zweigeschossige, modulare Neubau ersetzt den maroden Holz-Pavillon von 1975. Er wurde zuerst als Hort und am Schluss mit zwei Klassenräumen und WC-Anlagen genutzt.
Das Bauunternehmen „Kleusberg“ hatte die 720 m² große Schulerweiterung in modularer Bauweise errichtet. 22 Module wurden an nur 3 Montagetagen (18. Mai bis 20. Mai 2020) auf der Baustelle angeliefert und zu einem 2-geschossigen Rohbau errichtet.
Mit einem „Tag der offenen Tür“ wurde am 19. August 2020 der Erweiterungsbau der Wilhelm-Busch-Grundschule offiziell und öffentlich vorgestellt. Bürgermeisterin Birgit Alkenings begrüßte die Gäste in Hilden persönlich und schnitt gemeinsam mit anderen Projektverantwortlichen und Vertretern der Stadt Hilden das symbolische Absperrband durch.

## Angebote der Wilhelm-Busch-Grundschule (Hilden)

### Schulbegleitende Projekte

#### Schulanfänger
Die Schule veranstaltet jährlich einen Infoabend für Eltern von Schulanfängern.
Am jährlich stattfindenden gutbesuchten „Tag der offenen Tür“ werden im Schulgebäude Zur Verlach und seit 2005 auch in der Richrather Str. Arbeiten aus dem Fachbereich „Kunst und Werken“ ausgestellt. Alle Lehrer stellen sich vor und berichten von der Arbeit an der Schule. Die Eltern und Schulanfänger (i-Dötzchen) können sich auch in einem Probeunterricht in den ersten und zweiten Klassen über die künftige Schule informieren.

#### Schulreifetest
Bei den Schulanfängern wird ein Schulreifetest durchgeführt. Die Spracharmut von Schulneulingen fiel im Schuljahr 2003/2004 zunehmend mehr auf.
Erstmals wurde 1976 im zweiten Schuljahr ein Legastheniker-Test durchgeführt. Bestand der Verdacht auf Legasthenie, so war das im Zeugnis auszudrücken, um eine schlechte Rechtschreibnote zu mildern. Sie werden nicht mehr an die Hilfsschule überwiesen.

#### Projektwoche
Bei den klassenübergreifenden Projekttagen wird ein Oberthema gewählt und die Schüler können an Projekt-Themen teilnehmen, die jeweils von einem Lehrer betreut wurden. Die Projektarbeit macht Lehrern und Schülern viel Spaß und die Schüler arbeiteten diszipliniert mit. Die Ergebnisse werden am nächsten Tag der offenen Tür den Eltern und Schulanfängern stolz präsentiert. An Oberthemen wurden zum Beispiel angeboten: „Papier“ inklusiv Papierschöpfen (1984); „Brot“ inklusiv Brot- und Kuchenbacken (1984); „Unsere Umwelt“ (1997); „Geheimnisvolle Welten“ (1999), Natur (2004); „Probieren geht über Studieren“ (2007).

#### Tiergestützte Pädagogik
Bereits seit mehreren Jahren findet an der Wilhelm-Busch-Schule die tiergestützte Pädagogik statt. Der Schulhund „Emma“ unterstützt die Kinder in ihrem Lernprozess und Sozialverhalten. Der Umgang mit dem Hund wird durch das Personal der Schule angeleitet.

#### Medien
Dank der engagierten Arbeit des Schulvereins-Vorsitzenden wurden bis 16. Juni 1999 Personal Computer für den Einsatz im Unterricht vorbereitet. Die Lehrer lernten mit Lernprogrammen und haben extra Schulungskurse besucht.
Jeder Klassenraum erhielt 2002 Internetzugang. Nachdem die Lehrer eine Internet-Fortbildung bekommen hatten, wurde die PC-Arbeit intensiviert. Das war für die Lehrer ein neues Medium, in das sie sich erst einarbeiteten.
Mit dem Aufbau einer schuleigenen Homepage wurde 2002 begonnen. Die Wilhelm-Busch-Schule hat seit dem Schuljahr 2006/2007 eine eigene Internetseite. (www.wilhelm-busch-schule-hilden.de).
Ab diesem Zeitpunkt wurden die wichtigsten Ereignisse an der Schule in die Homepage mitaufgenommen und zeitweise in deren Chronik kopiert. Es wurde ab dann keine handschriftliche Chronik mehr geführt.
Seit 2017 wird nicht mehr mit Kreide auf die Tafel geschrieben. Die Lehrer projizieren den Lerninhalt auf die digitale Wandtafel.

#### Verkehrserziehung
Zur Verkehrserziehung kam früher für die ersten Klassen der Verkehrskasper der Polizei in die Schule. Er ergänzte die Verkehrserziehung in der Jugendfahrschule im Verkehrsgarten neben der St. Konrad Kirche (geschlossen ca. 1980), in dem die Kinder in Kettcars auf einem Parcours mit Kreuzungen, Schildern und Ampeln fuhren. Sie wurden von einem Polizeibeamten angeleitet.
Seit 1973 kommen jährlich Polizeibeamte in die Schule und nehmen die Fahrradprüfung ab. Davor wird beim „Fahrrad TÜV“ der einwandfreien Zustand der Fahrräder geprüft. Bei Mängeln gibt es eine Mängelkarte und die Mängel müssen zeitnah beseitigt werden.

#### Arbeitsgemeinschaften in Schule und OGATA
Nach Einrichtung der OGATA boten u. a. Eltern mit Fachausbildung, Lehrer der Musikschule, Übungsleiter in Sportvereinen verschiedene Arbeitsgemeinschaften an: in Geographie (Arktisgruppe), Kurse und Experimente in Biologie, Chemie und Physik, Flötenkurse mit Konzerten, Jekits (Musikinstrumentenunterricht), Theater spielen und Musical einstudieren, Kunstbetrachtung, Malen, Töpfern, Mädchenfußball, Jungenfußball, Tennis, Heimatkunde mit Stadtführung und Besuch des Wilhelm-Fabry-Museum mit seiner Kornbrennerei und der noch laufenden Dampfmaschine von Kirberg & Hüls.
Der Schulpädagoge und Designer Thomas Bernhardt leitet nachmittags die AG "Kinder holt die Stifte raus". In ihr wird gezeichnet, gestaltet und gebastelt. Zusammen mit der "Bildungspartnerschaft NRW" mit dem Stadtarchiv Hilden, kümmert er sich, dass die Kinder aller drei 4. Klassen, "Heimatkunde" über ihre Stadt und auch zur Geschichte der Schule erfahren.

### Schulgremien und Kooperationen

#### Schulpflegschaft und Schulverein
Am 20. Juli 1928 gründete sich der Vorläufer des Schulvereins, als Teil der Schulpflegschaft.
Der Schulverein unterstützt als Förderverein finanziell die Schulischen Aktivitäten bei Ausflügen und beim Besuch des Schullandheims.
Über die Jahre hinweg veranstaltete die Schulpflegschaft und der Schulverein die Weihnachtsbasare, Durch den Verkauf an Selbstgebasteltem und Selbstgebackenem konnten immer beachtliche Gewinne erwirtschaftet werden.
Die Schulpflegschaft und der Schulverein veranstalteten die Sommer- und Herbstfeste in der Halle zur Verlach. Die Discos der Eltern gingen bis in die Morgenstunden.
Der Schulverein organisiert die Teilnahme im Frühjahr am Karnevalsumzug und im Herbst am St.-Martins-Umzug.

#### Weiterführende Schulen
Der Infoabend für die weiterführenden Schule wurde zum ersten Mal am 15. November 2006 von der Wilhelm-Busch-Schule in eigener Regie veranstaltet.

## Hauptlehrer und Schulleitung
| Schuljahr      | Rektor, Hauptlehrer          | Konrektor, Vertretung                                                |
| -------------- | ---------------------------- | -------------------------------------------------------------------- |
| 1872–1910      | Hauptlehrer Anton Schneider  |                                                                      |
| 1910–1930      | Rektor Johann Platt          |                                                                      |
| 1930–1942      | Rektor Wilhelm Rohm          | Hauptlehrer Herrmann                                                 |
| 1942–1946      | Rektor Wilhelm Rohm          | Vertretung Hans-Werner Stodt ab 1945 wieder Herrmann                 |
| 1946–1947      | Lehrer Werner Bollwahn       |                                                                      |
| 1947–1951      | Hauptlehrer Hosse            |                                                                      |
| 1951–1964      | Rektor Erich von den Steinen | Vertretung bis 1955 Heinz Potechius, ab 1960 Hr. Dathe               |
| 1965–1977      | Rektor Hans Peter Janek      | Konrektor Roland Dathe                                               |
| 1977–1981      | Rektor Klaus Stelzner        | Konrektor Roland Dathe                                               |
| 1981–1983      | Rektor Michael Nehmiz        | Konrektor Roland Dathe                                               |
| 1984–1996      | Rektor Michael Nehmiz        | Konrektorin Urte Lingmann                                            |
| 1996–1998      | Konrektorin Urte Lingmann    | Lehrer Ernst Sieg                                                    |
| 1998–1999      | Rektorin Urte Lingmann       | Konrektor Ernst Sieg                                                 |
| 1998–2000      | Rektorin Urte Lingmann       | Vertreterin Hedwig Braun                                             |
| 2000–2006      | Rektorin Urte Lingmann       | Konrektorin Sybille Barnbeck von Manteuffel                          |
| 2006–2008      | Konrektorin Sybille Barnbeck | Vertretung Gisela Baumgarten                                         |
| 2008–2010      | Rektorin Ivona Heinz         |                                                                      |
| 2010 bis heute | Rektorin Tina Ritterbecks    | Stellvertreterin Melanie Holthausen (bis 2016), Tanja Nast (aktuell) |